# Cantone di Gordes
Il Cantone di Gordes era una divisione amministrativa dell'arrondissement di Apt.
È stato soppresso a seguito della riforma complessiva dei cantoni del 2014, che è entrata in vigore con le elezioni dipartimentali del 2015.
Comprendeva i comuni di:
- Beaumettes
- Gordes
- Goult
- Joucas
- Lioux
- Murs
- Roussillon
- Saint-Pantaléon